# Dicranomyia distans
Dicranomyia distans là một loài ruồi trong họ Limoniidae. Chúng phân bố ở Nearctisch, Neotropisc và miền nhiệt đới châu Phi.